# Auberives-en-Royans
Auberives-en-Royans is een gemeente in het Franse departement Isère (regio Auvergne-Rhône-Alpes). De plaats maakt deel uit van het arrondissement Grenoble. Auberives-en-Royans telde op 1 januari 2022 369 inwoners.

## Geografie
De oppervlakte van Auberives-en-Royans bedroeg op 1 januari 2022 5,07 vierkante kilometer; de bevolkingsdichtheid was toen 72,8 inwoners per km².

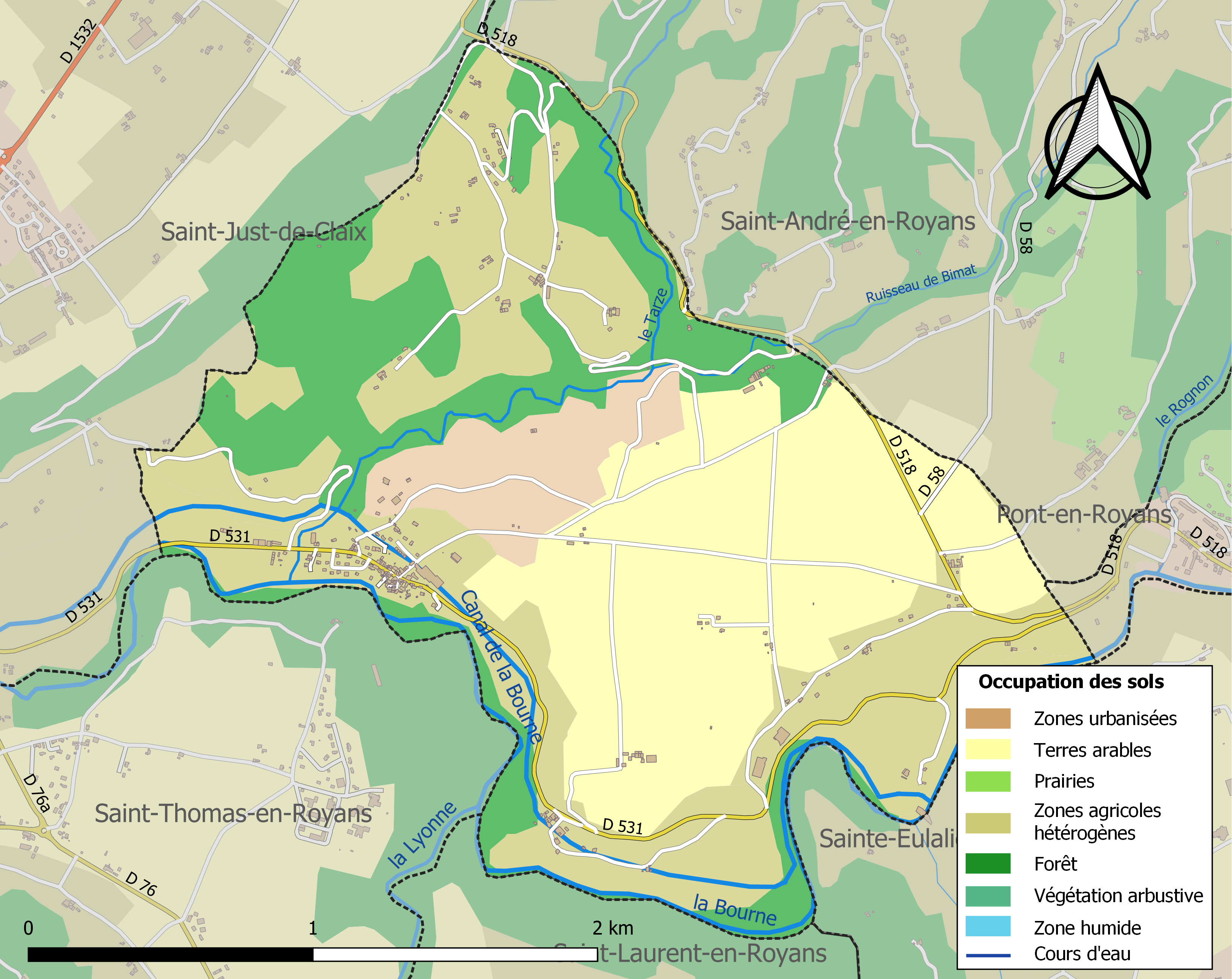
Kaart van de gemeente met de belangrijkste infrastructuur, bodemgebruik en omliggende gemeenten

## Demografie
Onderstaande figuur toont het verloop van het inwonertal (bron: INSEE-tellingen).